# Diopatra longicornis
Diopatra longicornis är en ringmaskart som beskrevs av Johan Gustaf Hjalmar Kinberg 1865. Diopatra longicornis ingår i släktet Diopatra och familjen Onuphidae. Inga underarter finns listade i Catalogue of Life.